# Saranglang
Saranglang is een bestuurslaag in het regentschap Ogan Ilir van de provincie Zuid-Sumatra, Indonesië. Saranglang telt 739 inwoners (volkstelling 2010).